# Irish Cup 1887-88
Irish Cup 1887–88 var den ottende udgave af Irish Cup, og turneringen blev vundet af Cliftonville FC, som dermed vandt turneringen for anden gang – første gang var i 1882-83.
Finalen blev spillet den 17. marts 1888 på Ulster Ground i Ballynafeigh, Belfast, og den blev vundet af Cliftonville FC, som besejrede bysbørnene fra Distillery FC med 2-1. Cliftonville FC havde vundet sin semifinale mod Linfield FC med 5-0, mens Distillery FC besejrede Oldpark FC med 3-1 i semifinalerne.

## Udvalgte resultater

### Semifinale
| Dato  | Kamp                          | Res. |
| ----- | ----------------------------- | ---- |
| 21.1. | Cliftonville FC – Linfield FC | 5–0  |
| 21.1. | Distillery FC – Oldpark FC    | 3–1  |

### Finale
| Dato  | Kamp                            | Res. | Spillested                           |
| ----- | ------------------------------- | ---- | ------------------------------------ |
| 17.3. | Cliftonville FC – Distillery FC | 2–1  | Ulster Ground, Ballynafeigh, Belfast |